# 再見瓦城
《再見瓦城》，是出身於緬甸的華裔導演趙德胤執導的電影，首部從獨立製片轉為商業長片電影，由柯震東、吳可熙領銜主演。第53届金马奖共6项提名。

## 劇情
描寫從緬甸偷渡泰國的陌生男女，產生情感卻受限彼此對未來不同的憧憬。

## 演員
- 柯震東 飾演 阿國：投靠泰國郊區紡織工廠擔任主管的表哥，願望是賺夠錢回臘戍開服飾店。
- 吳可熙 飾演 蓮青：偷渡時與阿國相識，對都市生活有憧憬，希望拿到泰國護照後去台灣工作。

## 拍攝
《再見瓦城》將是趙德胤從獨立製片轉為商業作品的首部長片，從釜山影展開始至坎城影展，已經在世界各影展活動拿到8個創投、劇本的獎項，當中有法德公共電視台（ARTE）的「國際ARTE獎」（Prix ARTE International），坎城影展創投單元工作坊（Atelier de la Cinefondation）法國ARTE集團創投獎金，及2014金馬創投會議「臺北文創劇作獎」、「傳翼數位與錄音獎」，也為後續投資、合作留下契機。開拍所需的資金新台幣4000萬元已到位，籌備在2015年底開拍，以及挑選劇組演員。
根據《蘋果日報》的報導，柯震東經紀人柴智屏在第68屆坎城影展密會導演趙德胤，因此傳出他有機會演出吸毒犯。趙德胤曾讚柯震東是「不錯的演員」，柯震東日前受訪也曾表示在《念念》首映上見過趙導，若有機會合作也很好。

## 獲獎與提名
| 頒獎典禮                       | 獎項                                               | 名字             | 結果 |
| 第73屆威尼斯影展               | 國際影評週最佳影片 （FEDEORA Award for Best Film） | 《再見瓦城》     | 獲獎 |
| 第53屆金馬獎                   |                                                    |                  |      |
| 最佳劇情片                     | 《再見瓦城》                                       | 提名             |      |
| 最佳導演                       | 趙德胤                                             | 提名             |      |
| 最佳男主角                     | 柯震東                                             | 提名             |      |
| 最佳女主角                     | 吳可熙                                             | 提名             |      |
| 最佳原著劇本                   | 趙德胤                                             | 提名             |      |
| 最佳美術設計                   | Akekarat Homlaor                                   | 提名             |      |
| 年度台灣傑出電影工作者         | 趙德胤                                             | 獲獎             |      |
| 第四屆伯爵年度優秀獎(原著劇本) | 《再見瓦城》                                       | 獲獎             |      |
| 第36屆香港電影金像獎           | 《再見瓦城》                                       | 最佳兩岸華語電影 | 提名 |
| 第19屆台北電影節               | 《再見瓦城》                                       | 媒體推薦         | 獲獎 |

## 外部連結
- 再見瓦城的Facebook專頁
- 互联网电影数据库（IMDb）上《再見瓦城》的资料（英文）
- Yahoo奇摩電影上《再見瓦城》的資料（繁體中文）
- 開眼電影網上《再見瓦城》的資料（繁體中文）
- 时光网上《再見瓦城》的資料（简体中文）
- 豆瓣电影上《再見瓦城》的資料 （简体中文）
- 香港影庫上《再見瓦城》的資料（繁體中文）
- YouTube上的電影《再見瓦城》官方前導預告｜12月9日 全台盛大上映.2016年8月27日.（繁體中文）